# San Diego Film Critics Society Awards 2016
21. ročník předávání cen San Diego Film Critics Society Awards se konal dne 12. prosince 2016.

## Vítězové a nominovaní

### Nejlepší film
Za každou cenu
- La La Land
- Místo u moře
- Moonlight
- Noční zvířata

### Nejlepší režisér
David Mackenzie – Za každou cenu
- Damien Chazelle – La La Land
- Tom Ford – Noční zvířata
- Barry Jenkins – Moonlight
- Kenneth Lonergan – Místo u moře

### Nejlepší adaptovaný scénář
Whit Stillman – Láska a přátelství
- Luke Davies – Lion
- Tom Ford – Noční zvířata
- Eric Heisserer – Příchozí
- Taika Waititi – Hon na pačlověky

### Nejlepší původní scénář
Taylor Sheridan – Za každou cenu
- Damien Chazelle – La La Land
- Efthimis Filippou a Yorgos Lanthimos – Humr
- Barry Jenkins a Tarell Alvin McCraney – Moonlight
- Kenneth Lonergan – Místo u moře

### Nejlepší herec v hlavní roli
Casey Affleck – Místo u moře
- Adam Driver – Paterson
- Joel Edgerton – Loving
- Ryan Gosling – La La Land
- Jake Gyllenhaal – Noční zvířata
- Chris Pine – Za každou cenu
- Viggo Mortensen – Tohle je náš svět

### Nejlepší herečka v hlavní roli
Sônia Braga – Aquarius
- Annette Bening – Ženy 20. století
- Ruth Negga – Loving
- Natalie Portman – Jackie
- Emma Stoneová – La La Land

### Nejlepší herec ve vedlejší roli
Mahershala Ali – Moonlight (remíza)
Ben Foster – Za každou cenu (remíza)
- Jeff Bridges – Za každou cenu
- Michael Shannon – Noční zvířata
- Aaron Taylor-Johnson – Noční zvířata

### Nejlepší herečka ve vedlejší roli
Michelle Williamsová – Místo u moře
- Judy Davisová – Švadlena
- Greta Gerwig – Ženy 20. století
- Lily Gladstone – Jisté ženy
- Nicole Kidman – Lion

### Nejlepší dokument
Weiner
- De Palma
- Gleason
- O.J.: Made in America
- Věž

### Nejlepší cizojazyčný film
I hory mohou odejít
- Aquarius
- Komorná
- Muž jménem Ove
- Mother
- Neruda

### Nejlepší animovaný film
Kubo a kouzelný meč
- Avril a podivuhodný svět
- Až na Severní pól
- Odvážná Vaiana: Legenda o konci světa
- Zootropolis: Město zvířat

### Nejlepší kamera
Giles Nuttgens – Za každou cenu
- James Laxton – Moonlight
- Seamus McGarvey – Noční zvířata
- Linus Sandgren – La La Land
- Bradford Young – Příchozí

### Nejlepší střih
Blu Murray – Sully: Zázrak na řece Hudson
- Tom Cross – La La Land
- Jake Roberts – Za každou cenu
- Joan Sobel – Noční zvířata
- Joe Walker – Příchozí

### Nejlepší vizuální efekty
Kniha džunglí
- Příchozí
- Doctor Strange
- La La Land
- Volání netvora: Příběh života

### Nejlepší výprava
Jess Gonchor – Ave, Caesar!
- Jean Rabasse – Jackie
- Anna Rackard – Láska a přátelství
- Shane Valentino – Noční zvířata
- Patrice Vermette – Příchozí
- David Wasco – La La Land

### Nejlepší hudba
Sing Street
- Everybody Wants Some!!
- Za každou cenu
- Jackie
- La La Land

### Objev roku
Lily Gladstone – Jisté ženy
- Julian Dennison – Hon na pačlověky
- Alden Ehrenreich – Ave, Caesar! a Pravidla neplatí
- Lucas Hedges – Místo u moře
- Anya Taylor-Joy – Čarodějnice

### Nejlepší práce
Michael Shannon – Elvis & Nixon, Loving, Půlnoční dítě a Noční zvířata

### Nejlepší komediální výkon
Ryan Gosling – Správní chlapi
- Julian Dennison – Hon na pačlověky
- Alden Ehrenreich – Ave, Caesar!
- Kate McKinnonová – Krotitelé duchů
- Ryan Reynolds – Deadpool

### Nejlepší kostýmy
Mary Zophres – La La Land
- Suzy Benzinger – Café Society
- Marion Boyce a Margot Wilson – Švadlena
- Madeline Fontaine – Jackie
- Eimer Ní Mhaoldomhnaigh – Láska a přátelství

### Nejlepší obsazení
Za každou cenu
- Ženy 20. století
- Skrytá čísla
- Moonlight
- Noční zvířata